# Rok Urbanc
Rok Urbanc, slovenski smučarski skakalec, * 28. februar 1985, Jesenice, Slovenija.   
Rok Urbanc, doma iz Bohinja, je pokazal odlično pripravljenost v kontinentalnem pokalu v sezoni 2006/07, kjer je zmagal na obeh tekmah na mali skakalnici Planici. Zmagal je tudi na tekmi svetovnega pokala v poljskih Zakopanih.
Do tega dosežka je bil Urbančev najboljši dosežek 17. mesto na poletih v Vikersundu, točke pa je osvojil še dvakrat, obakrat na planiški letalnici.
Po senzacionalni zmagi v Zakopanih, dve leti zaradi slabe forme ni nastopal v svetovnem pokalu in ni osvojil nobene točke za svetovni pokal. Čez natanko dve leti pa je osvojil nove točke za svetovni pokal prav v Zakopanih.

## Dosežki

### Zmage
Rok Urbanc ima 1 zmago za svetovni pokal:
| Sezona  | Država/Prizorišče |
| ------- | ----------------- |
| 2006/07 | Zakopane          |